# Het superneutron
Het superneutron (Engelse titel: The Early Asimov) is een sciencefictionverhalenbundel uit 1977 van de Amerikaanse schrijver Isaac Asimov. Het boek omvat een aantal van de vroege werken van de schrijver, geschreven in de periode 1940-1941.

## Korte verhalen
1. Homo sol (Homo Sol, 1940)
2. Halfbloeden op Venus (Half-breeds on Venus, 1940)
3. De imaginaire grootheid (The Imaginary, 1942)
4. Erfelijkheid (Heredity, 1941)
5. Geschiedenis (History, 1941)
6. Kerstmis op Ganymedes (Christmas on Ganymede, 1942)
7. De kleine man in de ondergrondse (The Little Man on the Underground, 1941) (samen met James MacCreigh)
8. De ontgroening (The Hazing, 1942)
9. Het superneutron (Super-Neutron, 1941)
10. Niet definitief (Not Final, 1941)
11. Wettige riten (Legal Rites, 1950) (samen met James MacCreigh)